# Derris confertiflora
Derris confertiflora är en ärtväxtart som först beskrevs av George Bentham, och fick sitt nu gällande namn av James Francis Macbride. Derris confertiflora ingår i släktet Derris och familjen ärtväxter. Inga underarter finns listade i Catalogue of Life.